# 메로베우스 1세
메로베우스 1세(라틴어: Meroveus I, 프랑스어: Mérovée I)는 로마 출신의 서로마 제국 용병으로 검술에 매우 뛰어나서 로마군 사령관에 임명되었으며, 프랑크인의 메로베우스 왕조의 창시자라고 알려진 인물이다. 혈통상 클로도베쿠스 1세의 할아버지에 해당된다. 예수 그리스도와 마리아 막달레나의 후손이라는 전설이 있다.

## 이력
그에 대하여는 이름 그리고 킬데리쿠스 1세의 아버지라는 사실 외에 별로 알려진 것이 없으며 그의 어머니는 튀링겐 출신의 스예스(또는 바신느)라는 이름의 여성이었다. 그의 어머니는 메로베우스라는 이름의 남성과 결혼했다가 메로베우스 사후 클로디오와 재혼하였다.
프레데가르(Fredegar)의 연대기에 의하면 바신느 혹은 스예스라는 여성이 바다에서 수영 혹은 목욕을 하던 중 바다괴물과 관계하고 그가 태어났다고 한다 일설에는 그를 임신한 상태에서 바다괴물과 성관계를 하여 메로베크에게는 두 혈통이 흐르게 되었다고도 한다.
451년 로마를 침략한 훈족 아틸라와 싸우는데 참여했다.
한때 서로마 제국군의 사령관을 지냈다는 말이 있다. 그의 실체에 대한 역사적인 증거는 투르의 주교 게르기우스의 〈프랑크족의 역사〉라는 문헌 등에 단편적으로 소개되어 있을 뿐이다.

## 가계
- 아내 : 베리카(Verica)
  - 아들 : 킬데리쿠스 1세

## 같이 보기
- 클로비스
- 메로빙거 왕조
- 프랑크의 군주
- 성혈과 성배
- 다빈치 코드